# Babkowice
Babkowice (prononciation : [bapkɔˈvit͡sɛ]) est un village polonais de la gmina de Pępowo dans le powiat de Gostyń de la voïvodie de Grande-Pologne dans le centre-ouest de la Pologne.
Il se situe à environ 4 kilomètres au nord-est de Pępowo (siège de la gmina), à 15 kilomètres au sud-est de Gostyń (siège du powiat) et à 71 kilomètres au sud de Poznań (capitale régionale).

## Histoire
Babkowitz fait partie de 1815 à 1887 de l'arrondissement de Kröben puis jusqu'en 1920, de l'arrondissement de Gostyn, dans le district de Posen de la province de Posnanie. De 1975 à 1998, le village faisait partie du territoire de la voïvodie de Leszno.

Depuis 1999, Babkowice est situé dans la voïvodie de Grande-Pologne.